# Route nationale 7 (Burkina Faso)
Pour les articles homonymes, voir Route nationale 7.
La route nationale 7 (RN 7) est une route du Burkina Faso allant de Bobo-Dioulasso à Dangouindougou vers la frontière ivoirienne. Sa longueur est de 160 km.

## Tracé
- Bobo-Dioulasso
  - Farakoba
  - Finlandé
  - Noumoudara
  - Toussiana
  - Nianaba
  - Bérégadougou
- Banfora
  - Diarabakoko
- Niangoloko
  - Kakoumana
  - Yendéré
  - Danguindougou
  - Karaborosso
- Frontière entre le Burkina Faso et la Côte d'Ivoire où elle rejoint l'autoroute A3 vers Kouara